# Hiromasa Yonebayashi
Hiromasa Yonebayashi (japanska: 米林 宏昌, Yonebayashi Hiromasa?), född 10 juli 1973 i Nonoichi, Ishikawa, är en japansk animatör och filmregissör. Han debuterade som (lång)filmsregissör med Studio Ghibli-filmen Lånaren Arrietty. Yonebayashi är även regiansvarig för 2014 års När Marnie var där.

## Biografi
Hiromasa Yonebahashi studerade vid Kanazawa konstskola, där han tog examen i kommersiell design.[källa behövs] 1996 sökte han sig till – och fick arbete på – Studio Ghibli. Han hade blivit lockad till studion efter att ha sett dess Om du lyssnar noga, 1995 års största japanska biosuccé. På Studio Ghibli kom han att arbeta med diverse animationssysslor, med början som intervalltecknare och som animationskorrigerare för Prinsessan Mononoke. Från och med Spirited Away började han arbeta som nyckeltecknare, och han fungerade 2003 som animationschef på kortfilmsprojektet Mei to konekobasu ('Mai och kattbussen', fritt efter Min granne Totoro).
Yonebayashi, som enligt vissa på Studio Ghibli är studions bäste animatör, avancerad i och med 2010 års Lånaren Arrietty till regissörsstolen. Som 37-åring var han då studions yngste regissör av en långfilm.
2011 kopplades Yonebayashi samman med regiuppdraget av uppföljaren till Hayao Miyazakis Porco Rosso, efter Miyazakis eget manus. Tidigare rykten hade sagt att detta projekt skulle vara Miyazakis eget, karriäravslutande filmprojekt. I själva verket kom Miyazakis film att utkristallisera sig som Det blåser upp en vind. Yonebayashis eget projekt blev å sin sida Omoide no Marnie, en långfilm efter Joan G. Robinsons roman När Marnie var där som fick japansk premiär sommaren 2014.
Därefter började Yonebayashi arbeta för den nystartade Studio Ponoc. Studions första film, med regi av Yonebayashi, är Mary och häxans blomma, med japansk premiär sommaren 2017.

## Filmografi
- 1997 – Prinsessan Mononoke (film) – intervallteckning, animationskorrektur[5]
- 1998 – Jin-Roh (film) – intervallteckning[6]
- 1998 – Serial Experiments Lain (TV) – nyckelanimation
- 1999 – Mina grannar Yamadas (film) – intervallteckning[7]
- 2000 – Ghiblies (kortfilm) – nyckelanimation
- 2001 – Spirited Away (film) – nyckelanimation[3]
- 2003 – Mei to konekobasu (kortfilm) – animationschef[3]
- 2004 – Monster (TV) – nyckelanimation
- 2004 – Det levande slottet (film) – nyckelanimation[3]
- 2006 – Legender från Övärlden (film) – biträdande animationschef[3]
- 2006 – Mizugumo Monmon (kortfilm) – nyckelanimation
- 2007 – Nasu: Suitcase no wataridori (OVA)
- 2008 – Ponyo på klippan vid havet (film) – nyckelanimation[3]
- 2010 – Lånaren Arrietty (film) – regi, bildmanus[3]
- 2011 – Uppe på vallmokullen (film) – nyckelanimation
- 2014 – När Marnie var där (film) – regi[8]
- 2017 – Mary och häxans blomma (film) – regi